# Västanfors kyrka
Västanfors kyrka är en kyrkobyggnad som tillhör Västanfors-Västervåla församling i Västerås stift.

## Tidigare träkyrka
Söder om nuvarande kyrkplats uppfördes 1642 en träkyrka. Strax intill fanns en klockstapel som förstördes vid ett blixtnedslag 1675. Stapeln ersattes med ett kyrktorn vid kyrkans västra sida. Från början bestod ytterväggarna av bara timmerstomme, men åren 1696 - 1697 kläddes dessa in med panel och spån. 1816 fattades beslut att ersätta den förfallna kyrkan med en ny.

## Nuvarande kyrkobyggnad
Ritningar till en ny kyrka upprättades 1818 av arkitekt Axel Almfelt vid Överintendentsämbetet. Kyrkan uppfördes åren 1824-27, men de ursprungliga ritningarna följdes knappast. Istället fick kyrkan gemensamma drag med den trettio år äldre Söderfors kyrka som uppförts efter ritningar av Erik Palmstedt. Av hänsyn till terrängen fick kyrkan en nord-sydlig orientering. 28 november 1830 invigdes nuvarande kyrka och året därpå revs den gamla träkyrkan.
Kyrkan har en stomme av sten och består av ett långhus med kor och sakristia i norr. Kyrktornet med huvudingång ligger vid långhusets södra kortsida. Det stora rymliga kyrkorummet täcks av ett trätunnvalv och har vid norra kortsidan ett rundat kor. Mellan det rundade koret och norra kortväggen, som är rak, finns en sakristia med två våningar.
År 1890 upptog församlingen ett majestätligt godkänt lån på 10 000 kr. för en skolbyggnad och en kyrkoreparation.
Den senaste renoveringen genomfördes 1987-88 under ledning av arkitekt Jerk Alton. Då handikappsanpassades kyrkan och koret gjordes mer flexibelt.
Givare.
Bergsmansänkan Brita Andersdotter skänkte en del till kyrkan. Tidigt 1880-tal skänktes 1000 kr. till kyrkans värmeapparat och 1000 kr. till en ny orgel. 1884 bekostade hon målningen av koret och beklädnad av schagg på korrundeln. Julen 1885 skänktes två stycken altarljusstakar i nysilver.

## Inventarier
- Altartavlan föreställer Jesu uppståndelse och är målad 1873 av Mårten Eskil Winge.
- I koret finns psalmnummertavlor från 1771.

### Orgel
- En orgel skänktes 1732 av bergsrådet Adolph Christiernin och brukspatron Johan Tim. Den var tillverkad av Daniel Stråhle och hade 9 stämmor. 1765 utökades orgeln med Trumpet 8' av Mattias Swahlberg den yngre.[2]

- Orgeln tillverkades av Walter Thür Orgelbyggen och installerades 1977 då tidigare fasad behölls. 1988 införskaffades en kororgel.

## Bildgalleri

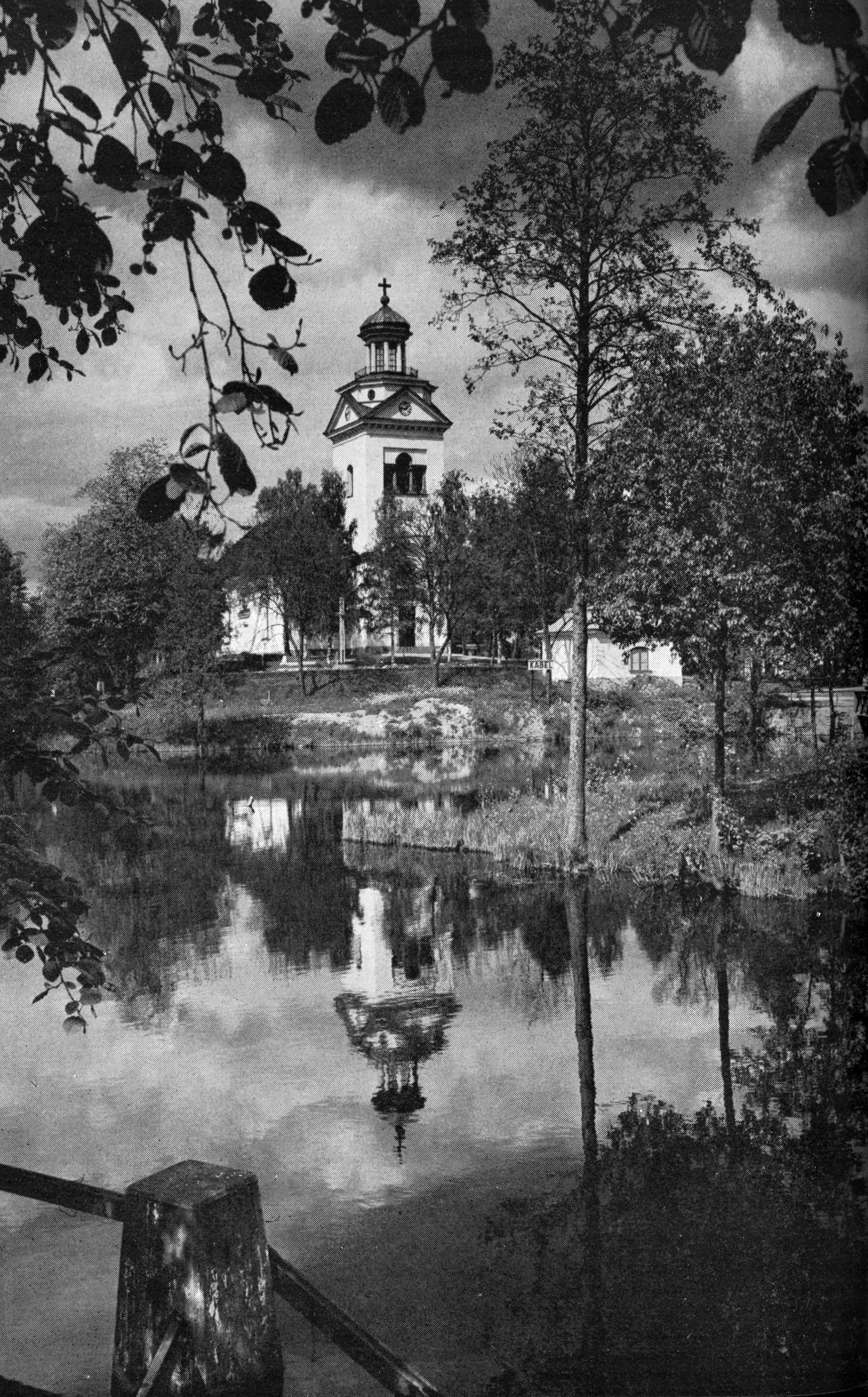
Västanfors kyrka 1967
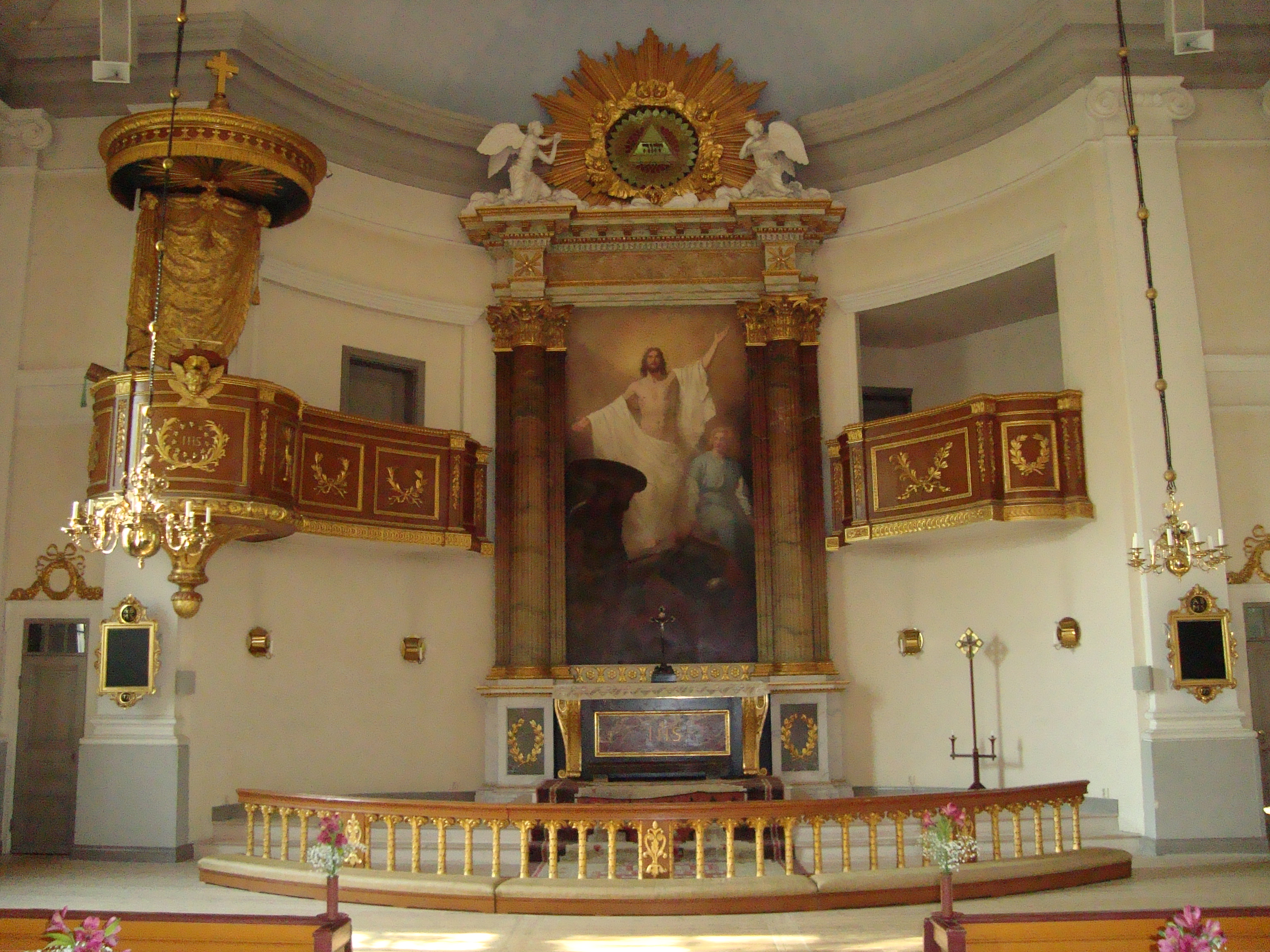
Koret och predikstolen
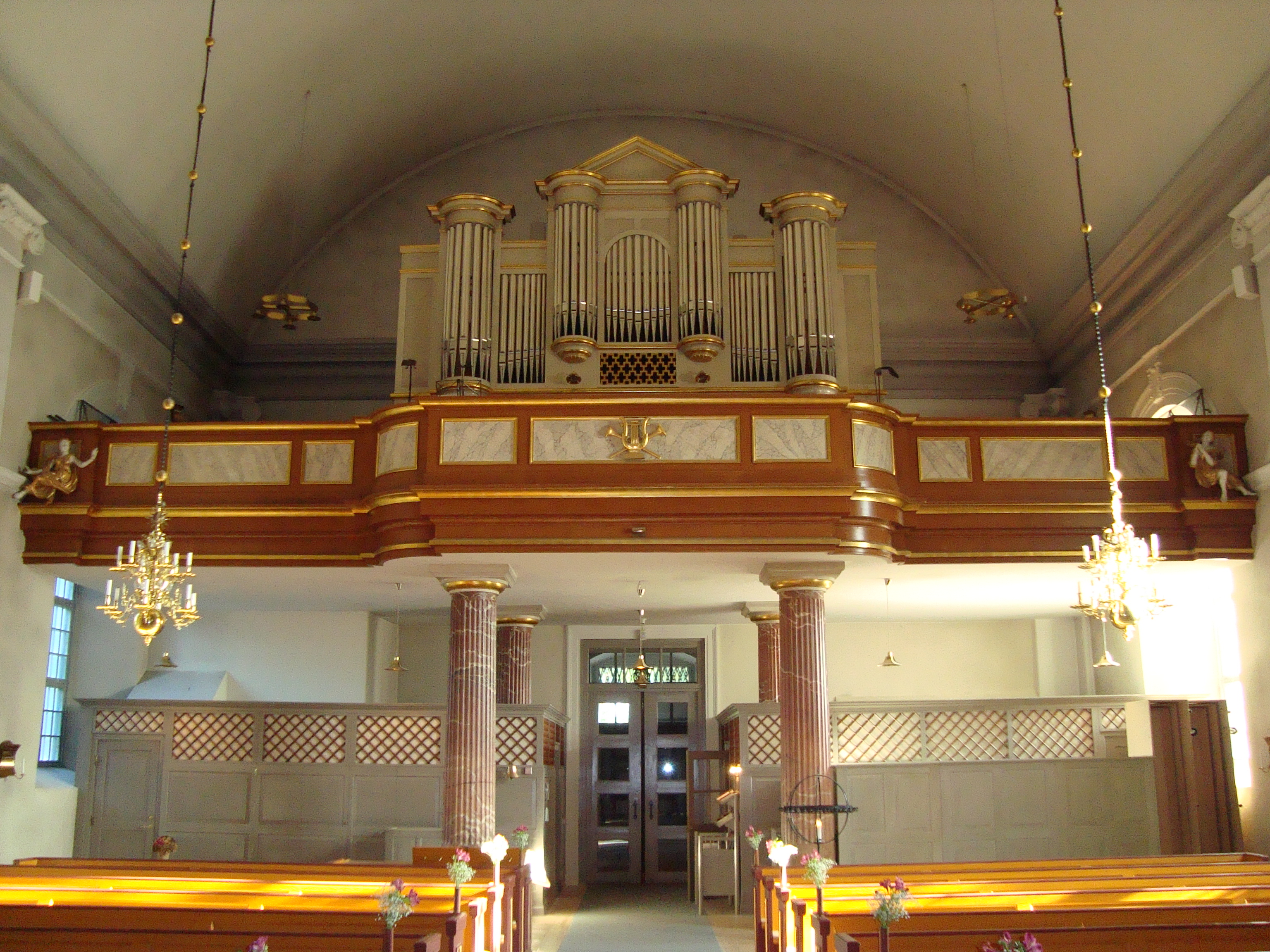
Västanfors kyrkas orgelläktare.
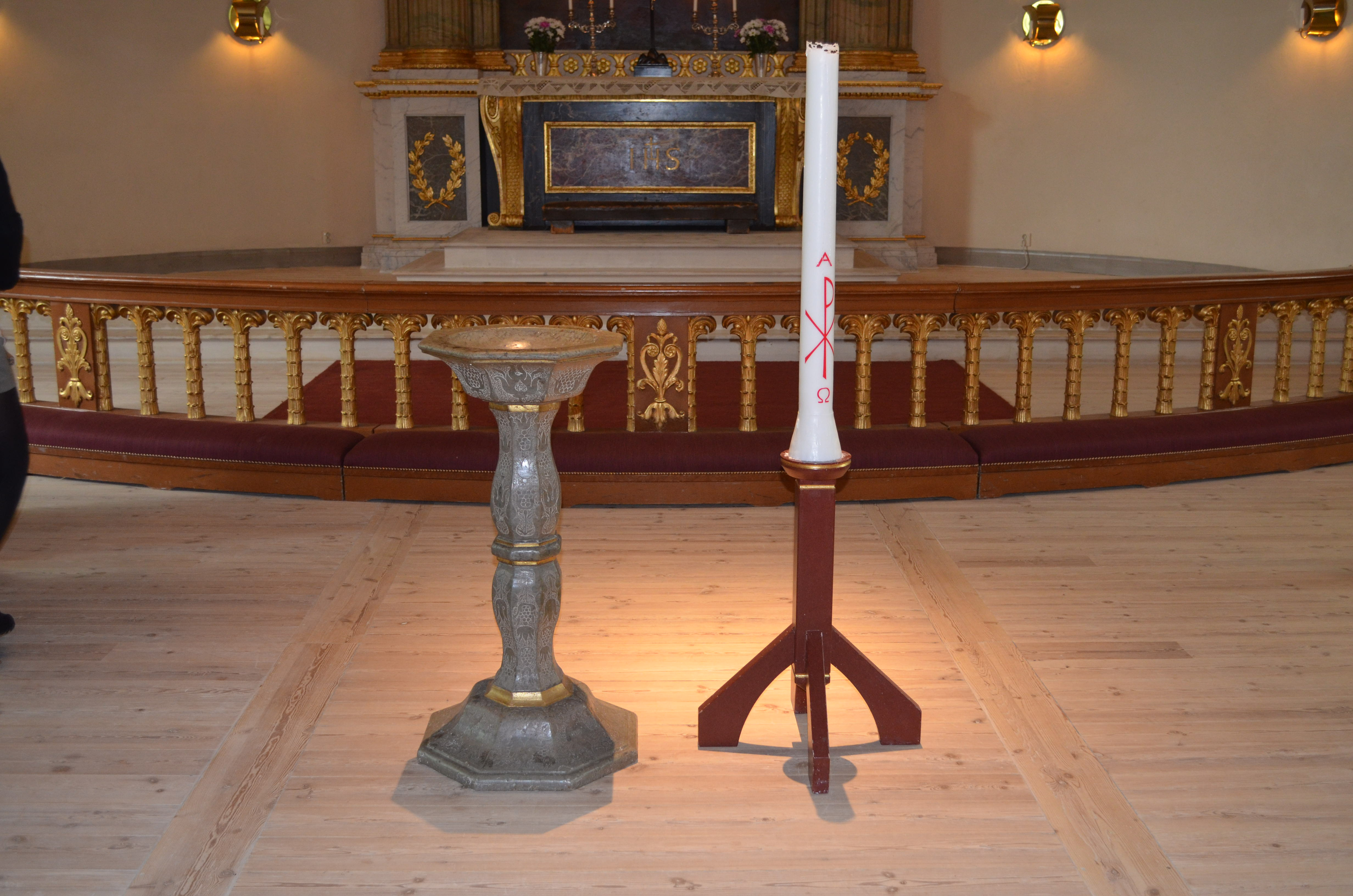
Västanfors kyrkas dopfunt
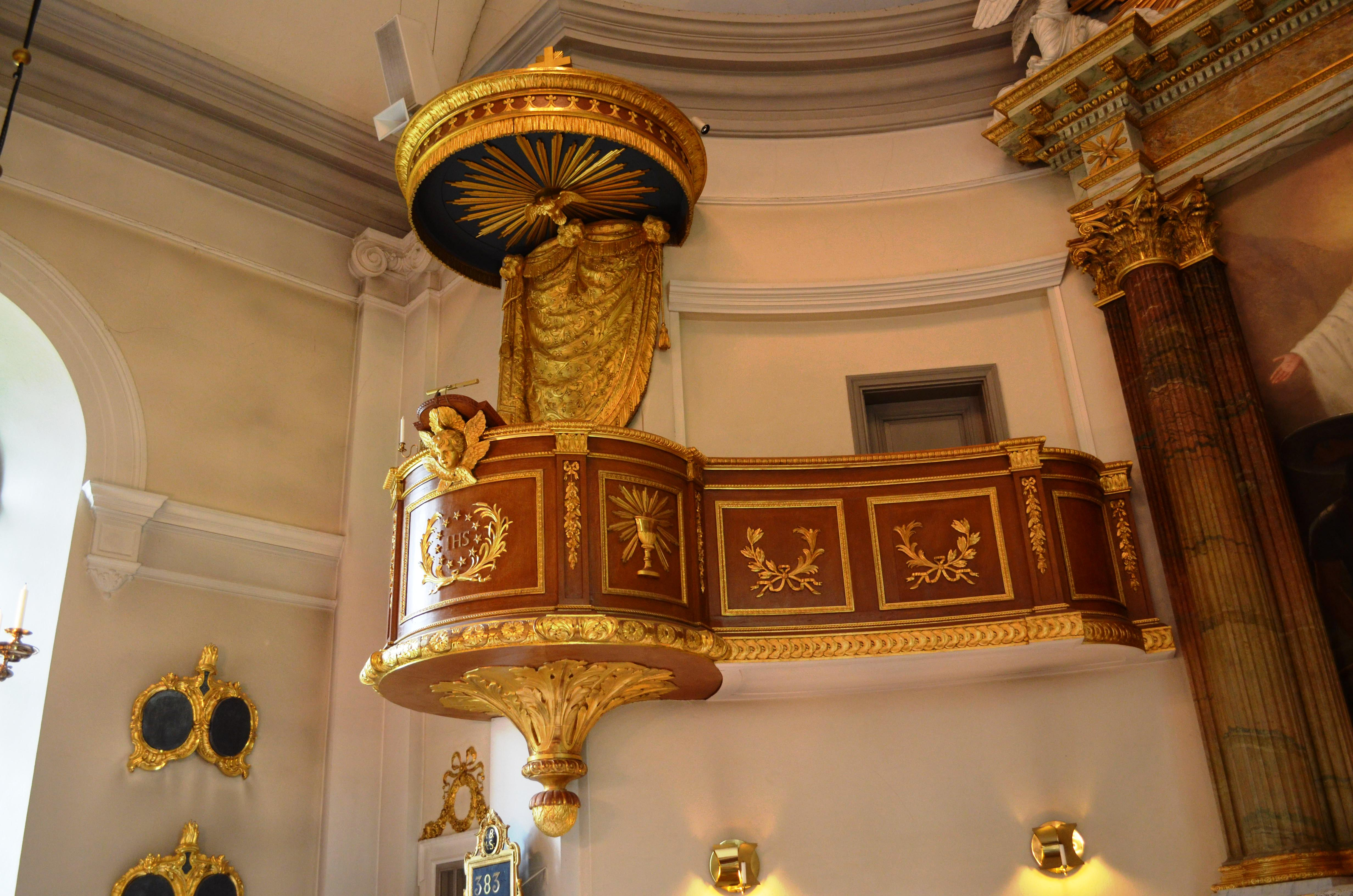
Västanfors kyrkas predikstol

### Webbkällor
- Västanfors-Västervåla församling
- Kulturhistorisk karakteristik Västanfors kyrka